# Monastère de Martyrios

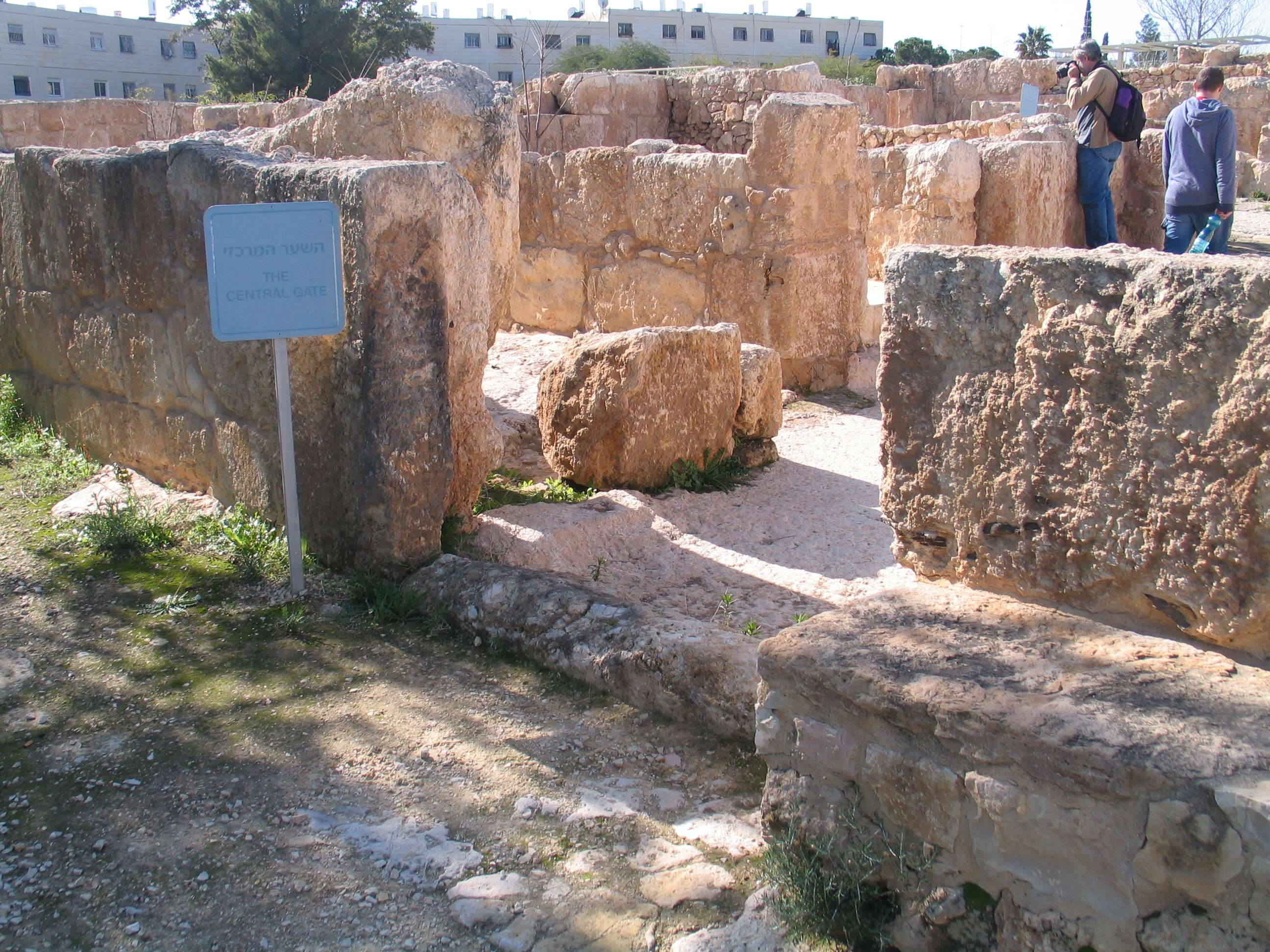
Ruines du monastère de Martyrius

Le monastère de Martyrius ou Martyrios est le monastère chrétien le plus important du désert de Judée à l'époque byzantine. Il est aujourd'hui situé à Ma'aleh Adumim, à l'est de Jérusalem.

## Histoire
On découvrit les vestiges du monastère lors de fouilles préalables à la construction de cette nouvelle banlieue de Jérusalem en 1982-1985. Le monastère surplombait d'une colline la route de Jéricho à Jérusalem. Son fondateur Martyrius, natif de Cappadoce, vécut à la fameuse laure d'Euthyme le Grand au  milieu du Ve siècle, puis il s'installa en ermite dans une grotte des environs. Plus tard, Martyrius fit partie du clergé du Saint-Sépulcre et enfin devint patriarche de Jérusalem (478-486). Il fit construire ce monastère à cette époque sur la route de Jéricho. C'était un arrêt sur la route des pèlerins qui y disposaient de vastes écuries et d'une hôtellerie (xénodocheion).

## Site archéologique

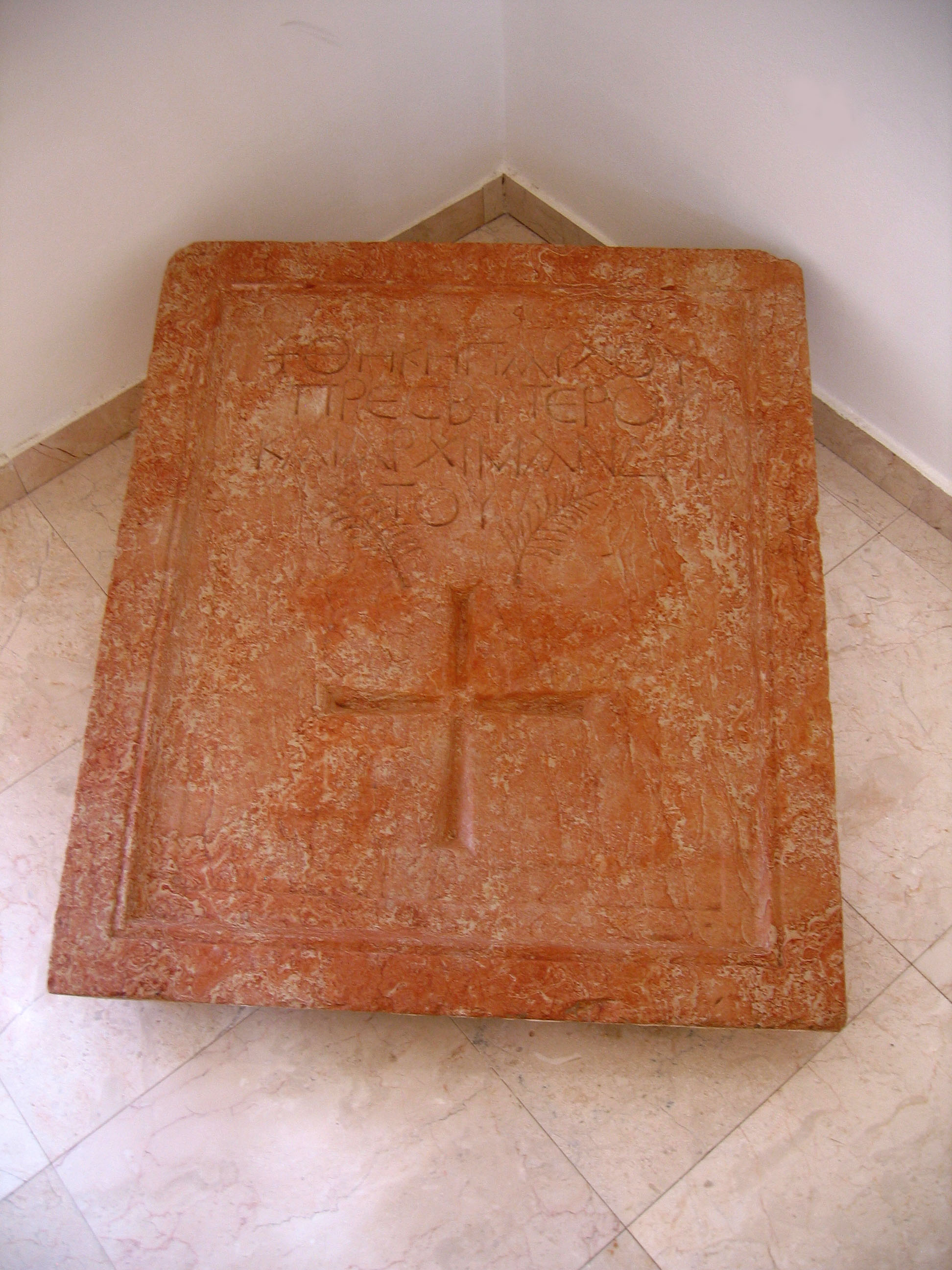
Pierre tombale de l'archimandrite Paul trouvée sur le site, aujourd'hui au musée du Bon-Samaritain.

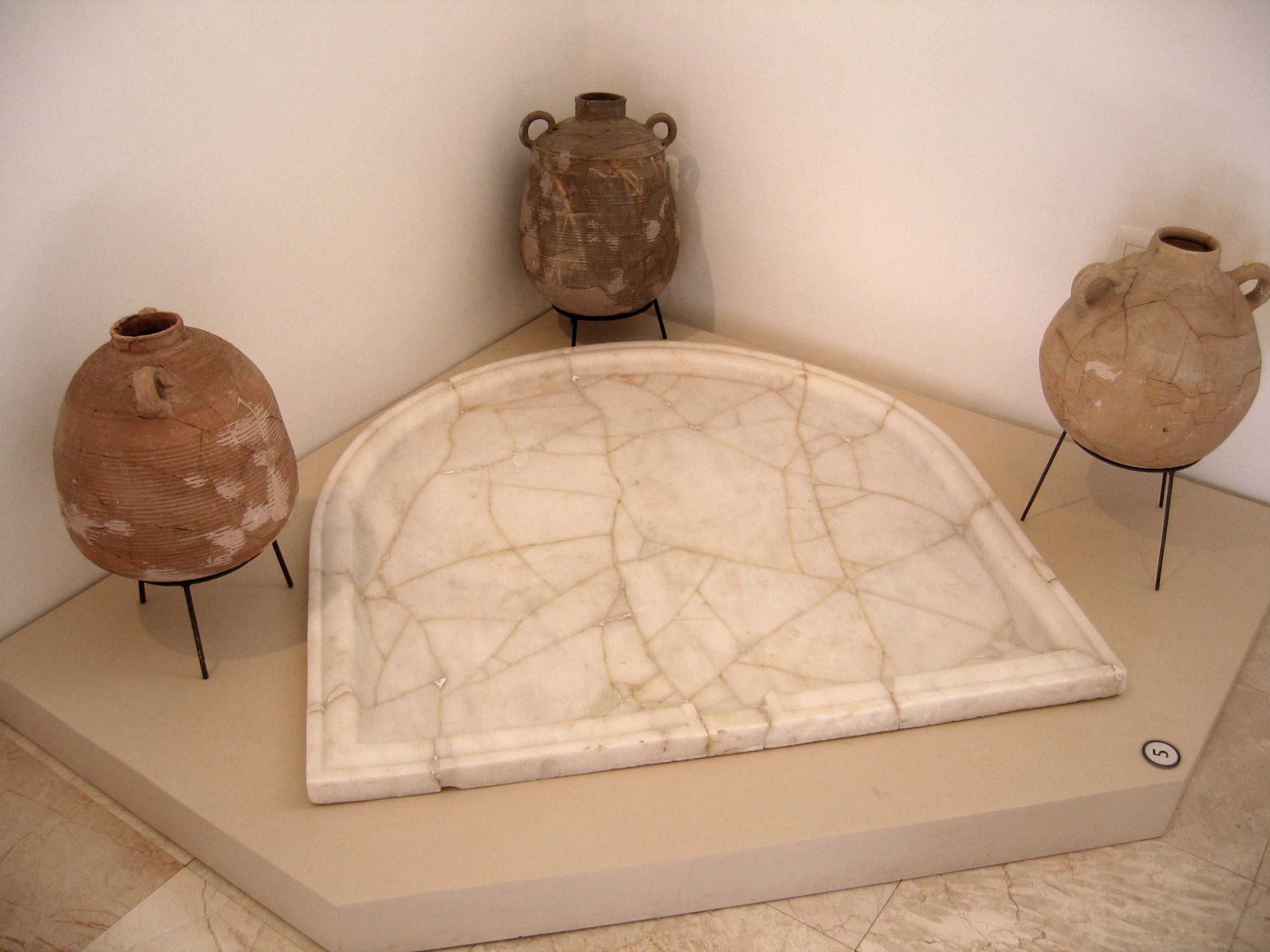
Table de marbre des cuisines et jarres trouvées sur le site, aujourd'hui au musée du Bon-Samaritain.

Le monastère occupe une surface presque carrée de 10 000 m2 et était entouré de remparts de deux mètres de hauteur. Le portail d'entrée se trouvait du côté oriental. On découvrit aussi une pierre de 2,50 m de diamètre qui servait sans doute de protection supplémentaire. Des citernes et des canaux creusés dans la roche permettaient un approvisionnement en eau de pluie.
Le monastère est construit autour d'une vaste cour et comprend une église, plusieurs chapelles, un réfectoire, des cuisines, un entrepôt, une maison de bain, une aile servant de logement (dortoirs), et une étable avec une basse-cour. L'hôtellerie et les écuries se trouvaient en dehors de la clôture monastique. L'église abbatiale est pavée de mosaïques colorées représentant des formes géométriques et des animaux. Une inscription fait mention en grec des abbés (higoumènes) Genèse et Jean.
On découvrit aussi au nord du monastère une vaste excavation comprenant des dizaines de squelettes des moines. Trois d'entre eux sont mentionnés en grec. Les archéologues pensent qu'il s'agit de la grotte où vécut Martyrius, avant de vivre à Jérusalem, et qu'elle a été transformée ensuite en chapelle funéraire.
Le réfectoire est entouré de bancs de pierre et divisé par deux rangées de colonnes qui soutenaient un étage supérieur. Le sol, magnifique, a été découvert intact. Il est formé de mosaïques figurant des dessins géométriques. Les cuisines étaient aussi pavées de mosaïques et contenaient des tables de marbre. Des centaines d'ustensiles de vaisselle en céramique et des coupes à vin y ont été trouvées. L'hôtellerie disposait de sa propre chapelle et de vastes écuries étaient construites à côté.
Le monastère subit quelques dommages pendant l'invasion perse de 614. Il est démoli après l'invasion musulmane au milieu du VIIe siècle.
Le site, découvert en 1890 par des archéologues allemands, a été fouillé récemment sous la direction d'Yitzhak Magen de l'Autorité des antiquités d'Israël.